# Maniakken stoppen nooit
Maniakken Stoppen Nooit of MSN is een Nederlandse graffiticrew die zijn hoogtepunt bereikte begin/midden jaren negentig van de twintigste eeuw en vaak in één adem wordt genoemd met geallieerde Scandinavische crews als Monsters of Art (MOAS, Kopenhagen), Vandals In Motion (VIM, Stockholm) en de uit Oslo afkomstige ALL crew. Samen vormden zij de 'Nordic Iron Belt', volgens de Italiaanse auteur Andrea Caputo in het episch naslagwerk over de ontstaansgeschiedenis van Europese graffitiscene 'All City Writers'. Crewleden die inmiddels ook zijn doorgebroken in de 'reguliere' kunstwereld zijn Nug en Ces53.
Zowel in de nationale als internationale graffitiscene heeft MSN veel invloed gehad wat betreft stijl en motivatie. Ook in de Nederlandstalige (nederhop-)rap is MSN veel genoemd en geroemd, onder andere door rapper Steen en in het nummer Bloed, Zweet en Treinen van de Vlaamse hiphopformatie ABN.
Hans Mijnders, schrijver van christelijke kinderboeken, heeft werk van MSN verwerkt in zijn boek  Kleur bekennen.